# Discover Financial
Discover Financial Services (NYSE: DFS) eller Discover Bank er en amerikansk multinational bank- og finansiel servicevirksomhed. De udbyder en universel bankforretning og desuden udbyder de Diners Club, Discover Card og Pulse. De har ca. 50 mio. kreditkort-indehavere og 17.600 ansatte. Discover har hovedkvarter i Chicago, Illinois. Selskabet blev oprettet af Sears Roebuck i 1985.